# チチヤスハイパーク
チチヤスハイパークは、広島県廿日市市にあったレジャー施設。1964年開業。

## 概要
チチヤス乳業のレジャー施設であったが、経営が悪化し工場と牧場以外の施設がチチヤスから中国新聞社に譲渡された。
中国新聞社に譲渡後は、ゴルフ練習場跡などに新聞印刷工場「中国新聞広島製作センター」が建設され、体験型の交流施設ちゅーピーパークに、ダイヤモンドプールなどの遊泳施設はほぼそのままで名称を変えて2007年にちゅーピープールとなった。
2024年夏9月1日をもって60年間の歴史の幕を閉じた。
跡地には、広島東洋カープの屋内練習場及びに関連練習施設、及び選手寮の建設が予定されている。

## 所在地
- 住所 - 広島県廿日市市大野337-4

## アクセス
- 広島岩国道路廿日市インターから西広島バイパスに乗り2号線へ。熊の浦交差点を左折してすぐ
- 広島岩国道路大野インターから2号線へ。熊の浦交差点を右折してすぐ
- 最寄り駅はJR山陽本線前空駅

## 娯楽設備
- プール（ダイヤモンドプール）

天然水を処理した水を使用している
- 牧場

ゴルフ場
ゴーカートコース
レストラン

## 入場料など
- 大人600円　小人（3歳～小学生まで）400円　3歳未満は入場無料

回数券あり。
- 駐車場 - 無料

ゴルフ場とプールは別途料金